# IC 750
IC 750 ist eine spiralförmige Zwerggalaxie vom Hubble-Typ Sab mit aktivem Galaxienkern im Sternbild Großer Bär am Nordsternhimmel. Sie ist schätzungsweise 33 Millionen Lichtjahre von der Milchstraße entfernt und hat einen Durchmesser von etwa 25.000 Lichtjahren. Gemeinsam mit IC 749 bildet sie das gravitativ gebundene Galaxienpaar Holm 313. Sie ist Mitglied des Ursa-Major-Galaxienhaufens und Mitglied der NGC 4051-Gruppe (LGG 269).
Im selben Himmelsareal befinden sich u. a. die Galaxien IC 751 und IC 752.
Das Objekt wurde am 22. April 1892 vom österreichischen Astronomen Rudolf Ferdinand Spitaler entdeckt.